# Dolichopus disharmonicus
Dolichopus disharmonicus är en tvåvingeart som beskrevs av Smirnov 1948. Dolichopus disharmonicus ingår i släktet Dolichopus och familjen styltflugor. Inga underarter finns listade i Catalogue of Life.